# William George Armstrong
William George Armstrong primo Barone di Armstrong (Newcastle upon Tyne, 26 novembre 1810 – Cragside, 27 dicembre 1900) è stato un ingegnere, inventore e imprenditore britannico.
Fu il fondatore dell'impero industriale Armstrong Whitworth & Co.

## I primi anni
William Armstrong nacque a Newcastle upon Tyne, al numero 9 di Pleasant Row, Shieldfield, a circa mezzo miglio dal centro cittadino. La sua casa natale è stata demolita ma sul sito è stata posta una lapide di granito a indicarne l'ubicazione. A quell'epoca la zona, vicina al Pandon Dene, era quasi del tutto rurale. Suo padre, che si chiamava anch'egli William, era un commerciante di grano presso il mercato di Newcastle, città di cui divenne sindaco nel 1850. William senior ebbe anche una figlia, nata nel 1802, cui fu imposto il nome Anne come quello della madre, la figlia di William Porter.
Armstrong venne educato in scuole private a Newcastle, presso la Royal Grammar School, e in seguito a Whickam, nei pressi di Gateshead fino all'età di sedici anni, quando venne inviato presso la Bishop Auckland Grammar School. 
Mentre era in quest'ultimo istituto, il giovane Armstrong approfittava spesso delle ore libere per visitare i lavori dell'ingegnere William Ramshaw. Fu in occasione di una di queste visite che egli incontrò la sua futura moglie Margaret, figlia di Ramshaw, di sei anni più anziana di lui.
Il padre di Armstrong aveva pianificato per il figlio una carriera da avvocato e fu per questo motivo che venne inviato presso lo studio legale di Armorer Donkin, amico di famiglia. Armstrong trascorse ben cinque anni nella città di Londra dove completò la sua formazione giuridica per poi fare ritorno nella città natale nel 1833. Nel 1835 divenne socio dello studio di Donkin che assunse la ragione sociale di Donkin, Stable and Armstrong. 
Soddisfatto della sua carriera, Armstrong chiese a Margaret Ramshaw di sposarlo. Ella accettò e nell'arco di breve tempo convolarono a nozze per poi trasferirsi a Jesmond, nella periferia di Newcastle. Armstrong lavorò per undici anni come avvocato durante i quali, tuttavia, dimostrò sempre un notevole interesse per l'ingegneria.

## Mutamento di carriera
Armstrong era un appassionato pescatore, un giorno, mentre pescava sul River Dee a Dentdale nei Pennines, vide una ruota idraulica in azione fornire energia ad una cava di marmo. Armstrong fu colpito dal fatto che una così grande quantità di energia disponibile venisse sprecata. Al suo rientro a Newcastle, progetto un motore rotante alimentato ad acqua che venne realizzato nella fabbrica di High Bridge del suo amico Henry Watson. Questo motore non suscitò molto interesse. 
Armstrong successivamente sviluppò un motore a pistoni al posto di quello rotante e ritenne che questo nuovo motore sarebbe potuto essere adatto a muovere una gru idraulica. Nel 1846 la sua opera da scienziato dilettante ottenne un riconoscimento con la sua elezione a membro della Royal Society.
Nel 1845 fu messo in moto un sistema per fornire l'acqua proveniente da lontane riserve per le famiglie di Newcastle. Armstrong fu preso da questo progetto a tal punto da proporre alla Newcastle Corporation che l'eccesso di pressione dell'acqua nella parte bassa della città venisse utilizzata per fornire energia ad una gru appositamente adattata da lui stesso e collocata nell'area del Quayside lungo la banchina nord del River Tyne. Egli sostenne che questa sua gru idraulica poteva scaricare le navi più velocemente e più a buon mercato rispetto alle gru convenzionali. La Newcastle Corporation accettò il suo suggerimento e l'esperimento ebbe tanto successo che altre tre gru idrauliche vennero installate sulla banchina.
Il successo della sua gru idraulica spinse Armstrong a considerare di metter su una fabbrica per la costruzione di gru ed altre attrezzature idrauliche. Per questo motivo lasciò lo studio legale. Donkin, il suo collega, lo appoggiò nell'avvio dell'impresa e gli fornì un sostegno finanziario. Nel 1847 l'impresa W.G. Armstrong & Company comprò 5,5 acri (22.000 m²) di terreno lungo il fiume ad Elswick, vicino Newcastle, e iniziò a costruire la fabbrica. La nuova società ben presto ricevette ordini per le gru idrauliche dalle Northern Railways di Edimburgo e dal Porto di Liverpool, così come per meccanismi idraulici di apertura delle paratie a Grimsby. L'azienda cominciò presto ad espandersi. Nel 1850 vennero prodotte 45 gru e due anni dopo, 75. L'azienda tenne una media di 100 gru all'anno per il resto del secolo 19°. Nel 1850 erano 300 gli uomini impiegati, ma nel 1863 il numero salì a 3.800. La società ben presto si specializzò nella costruzione di ponti, uno dei primi ordini fu per il ponte di Inverness, completato nel 1855.

## L'accumulatore idraulico
Ad Armstrong si deve lo sviluppo dell'accumulatore idraulico. Là dove la pressione dell'acqua non era disponibile sul posto per l'utilizzo delle gru idrauliche, Armstrong spesso ricorse alla costruzione di serbatoi a torre per avere un approvvigionamento di energia sotto forma di acqua sotto pressione. Tuttavia, quando fornì delle gru da usare a New Holland, nel North Lincolnshire sulle sponde del fiume Humber, Armstrong non poté applicare questa tecnologia a causa delle fondamenta in terreno sabbioso. Dopo un attento studio egli produsse l'accumulatore idraulico, un cilindro di ferro munito in cui scorreva un pistone in grado di sostenere un peso notevole. Il pistone si solleva lentamente immagazzinando acqua finché il peso della massa d'acqua era tale da spingerla a forte pressione nelle tubature. L'accumulatore fu una invenzione molto importante, se non spettacolare, che trovò molte applicazioni negli anni successivi.

## Armamenti
Nel 1854, durante la Guerra di Crimea, Armstrong lesse delle difficoltà che l'Esercito inglese trovava nel manovrare i pesanti cannoni da campo. Egli decise di progettare un cannone più leggero e manovrabile ma con una portata e una precisione maggiori. Armstrong costruì un cannone a retrocarica dotato di una forte canna rigata in ferro battuto e con un rivestimento interno in acciaio, progettata per sparare una granata piuttosto che una palla. Nel 1855 era pronto un cannone da cinque libbre da sottoporre all'esame di una commissione governativa. Il cannone superò le prove, ma la commissione ritenne che fosse necessario un cannone di maggior calibro, di conseguenza Armstrong ne costruì uno dello stesso tipo ma da 18 libbre. Dopo aver effettuate le prove, questo cannone fu dichiarato superiore a tutti i suoi concorrenti. Armstrong cedette il brevetto del cannone al governo britannico, invece di trarre profitto dal suo progetto. Per questo egli ricevette la nomina a Lord e nel 1859 venne presentato alla Regina Vittoria. Armstrong venne nominato Ingegnere per gli approvvigionamenti di armamenti presso il Dipartimento della Guerra. Al fine di evitare un conflitto di interessi tra questo incarico e la titolarità della sua industria di armamenti, Armstrong diede vita ad una società distinta, denominata Elswick Ordnance Company, in cui non aveva alcun impegno finanziario. La nuova società accettò di produrre armi esclusivamente per il governo britannico. Sfruttando la sua nuova carica, Armstrong lavorò per ammodernare il vecchio Woolwich Arsenal in modo che qui si potessero costruire le armi progettate ad Elswick.
Tuttavia, proprio quando sembrava che il suo nuovo cannone stesse per diventare un grande successo, si levò una grande opposizione verso il suo armamento, sia all'interno delle gerarchie militari sia tra i concorrenti produttori di armi, in particolare Joseph Whitworth di Manchester. Vennero messe in circolazione storie sulla poca manovrabilità del nuovo cannone, sui suoi costi, sulla sua pericolosità per gli addetti al pezzo, sulla necessità di frequenti riparazioni e così via. Tutto questo sapeva di una campagna denigratoria concertata contro Armstrong. Armstrong fu in grado di confutare tutte queste affermazioni davanti a varie commissioni governative, tuttavia egli trovò questa assillante critica molto defatigante e deprimente. Nel 1862 il governo decise di sospendere gli ordinativi del nuovo cannone e ritornare ai vecchi cannoni ad avancarica. Inoltre, a causa di un calo della domanda, tutti gli ordini futuri di armi vennero evasi dal Woolwich Arsenal, lasciando Elswick a secco. Alla fine venne concordato un indennizzo con il governo per compensare le perdite per l'azienda. Ma il governo non avrebbe liberato la società dal suo impegno di non vendere armamenti all'estero, chiudendo questa via di uscita dalla crisi. Alla fine, tuttavia, questa limitazione venne eliminata e la società fu in grado di vendere armi ad entrambi i contendenti nella Guerra Civile Americana.

## Navi da guerra
Nel 1864 le due società, W.G. Armstrong & Company ed Elswick Ordnance Company si fusero per formare la Sir W.G. Armstrong & Company. Armstrong si era dimesso dal suo lavoro presso il Ministero della Guerra, per cui non sussisteva più un conflitto di interessi. L'azienda cominciò ad interessarsi di armamenti navali. Nel 1867 Armstrong raggiunse un accordo con Charles Mitchell, un costruttore di navi di Low Walker nel South Tyneside, in base al quale le officine Mitchell avrebbero costruito navi da guerra ed Elswick avrebbe fornito gli armamenti. La prima nave, la cannoniera “H.M.S. Staunch”, venne varata nel 1868.
Nel 1876, poiché il ponte del XVIII secolo a Newcastle limitava l'accesso delle navi verso le officine di Elswick, l'azienda di Armstrong pagò per la costruzione di un nuovo ponte, lo Swing Bridge sul River Tyne, in modo che le navi da guerra potessero essere armate ad Elswick. Nel 1882 la società di Armstrong si fuse con la Mitchell per dar vita alla Sir William Armstrong, Mitchell and Co. Ltd. e nel 1884 venne aperto un cantiere ad Elswick specializzato nella produzione di navi da guerra. Le prime navi prodotte furono due lanciasiluri, il “Panther” e il “Leopard” per l'Impero austro-ungarico. La prima corazzata prodotta ad Elswick fu la H.M.S Victoria, varata nel 1887. Questa nave in un primo momento doveva chiamarsi Renown, ma il nome fu cambiato in onore del Queen's Golden Jubilee. Armstrong si riservò l'onore di applicare il primo e l'ultimo rivetto. Questa nave fu sfortunata, fu coinvolta nella collisione con la H.M.S. Camperdown nel 1893 e affondò con una perdita di 358 uomini, compreso il Vice-Ammiraglio Sir George Tryon. Un importante cliente dei cantieri di Elswick fu il Giappone, che acquistò diversi incrociatori, alcuni dei quali sconfissero la flotta Russa nella Battaglia di Tsushima nel 1905. Si è sostenuto che ogni cannone usato in questa battaglia dai Giapponesi fosse stato acquistato ad Elswick. Infatti, Elswick era l'unica fabbrica al mondo che poteva costruire una nave da guerra ed armarla di tutto punto.
Le officine di Elswick continuarono a prosperare e nel 1870 si estendevano per tre quarti di miglio lungo la riva del fiume. La popolazione di Elswick, che contava 3.539 abitanti nel 1851, dopo vent'anni, nel 1871, ne contava 27.800. Nel 1894, ad Elswick vennero costruiti i motori a vapore per il pompaggio, gli accumulatori idraulici e i motori idraulici di pompaggio per il funzionamento del Tower Bridge di Londra. Nel 1897 la società si fuse con l'azienda del vecchio rivale di Armstrong, Joseph Whitworth, per dar vita alla Sir W.G. Armstrong, Whitworth & Co Ltd. Whitworth, comunque, era già morto.
Armstrong assunse molti eccellenti ingegneri per Elswick. Tra i quali sono da ricordare Andrew Noble e George Wightwick Rendel, i cui progetti per il montaggio dei cannoni e il controllo idraulico delle torrette vennero adottati in tutto il mondo. Si deve a Rendell l'introduzione dell'incrociatore come nave da guerra.  Tra Noble e Rendel ci fu grande rivalità e antipatia che vennero alla luce dopo la morte di Armstrong per la direzione dei cantieri.

## La residenza di Cragside
Dal 1863 in poi, pur rimanendo alla guida della azienda, Armstrong fu sempre meno coinvolto nella quotidiana attività. Egli nominò diversi uomini capaci in posizioni dirigenziali che continuarono il suo lavoro. Quando si sposò, Armstrong costruì una casa ad ovest di Jesmond Dene, presso Newcastle ed iniziò a fare miglioramenti ambientali nel terreno che aveva acquistato. Nel 1860 assunse un architetto del luogo, John Dobson, per la progettazione di una sala banchetti. La casa situata vicino Newcastle era comoda quando esercitava da avvocato e in seguito da industriale, ma quando ebbe più tempo libero volle una casa in campagna.
Armstrong, da bambino avendo sofferto di pertosse, era stato spesso a Rothbury una amena località di cui aveva piacevoli ricordi. Nel 1863 comprò un terreno situato in una ripida e stretta vallata dove la Debdon Burn scorre verso il River Coquet nei pressi di Rothbury. Armstrong supervisionò la costruzione di una casa situata su di una roccia sporgente che domina la Debdon Burn. Egli diresse anche i lavori di rimboschimento per coprire il fianco roccioso della collina. Alla sua nuova casa diede il nome di Cragside, e col passare degli anni aggiunse altre costruzioni al complesso immobiliare di Cragside. Alla fine il complesso misurava 1.729 ettari ed aveva sette milioni di alberi piantati, insieme con cinque laghi artificiali e 31 miglia di strade carrabili. I laghi venivano utilizzati per generare energia idroelettrica, la casa, infatti, è stata la prima al mondo ad essere illuminata con questo tipo di energia elettrica, con lampade ad incandescenza fornite dall'inventore Joseph Swan.
Armstrong passava poco tempo presso lo stabilimento di Elswick e ne preferiva trascorrere di più a Cragside che divenne la sua residenza principale. Nel 1869 diede incarico al celebre architetto Richard Norman Shaw per ingrandire e migliorare la casa, questi lavori vennero eseguiti nel corso di 15 anni. Nel 1883 Armstrong donò Jesmond Dene, unitamente alla sala dei banchetti, alla città di Newcastle. Per sé conservò la casa vicino al Dene. Armstrong ospitò a Cragside numerosi ospiti illustri, tra cui lo Scià di Persia, il re del Siam, il primo ministro della Cina ed il Principe e la Principessa del Galles.

## Gli ultimi anni
Nel dicembre del 1881, Armstrong venne eletto presidente della Institution of Civil Engineers e ricoprì questa carica nell'anno successivo.  Nel 1886 fu spinto a presentarsi quale candidato del Liberal Unionist Party nel collegio elettorale di Newcastle-upon-Tyne, ma non fu eletto arrivando solo terzo. In quello stesso anno ricevette l'onorificenza del Freedom of the City of Newcastle. Nel 1887 entrò nella nobiltà col titolo di Baron Armstrong di Cragside, nella Contea del Nortumberland. Il suo ultimo grande progetto, iniziato nel 1894, fu quello dell'acquisto e del restauro di Bamburgh Castle sulla costa del Northumberland, che rimane nel possesso della famiglia Armstrong. Nel settembre del 1893 morì sua moglie, Margaret, nella loro residenza di Jesmond. Armstrong si spense a Cragside il 27 dicembre 1900, all'età di novant'anni. È sepolto nel cimitero di Rothbury, accanto a sua moglie. La coppia non aveva figli e quindi come erede di Armstrong fu nominato il pronipote William Watson-Armstrong. Alla guida dell'azienda di Armstrong successe il suo prediletto collaboratore, Andrew Noble.
La fama di Armstrong come capitano dell'industria bellica fu tale che si ritiene possa essere stato usato come modello del protagonista della commedia il Maggiore Barbara di George Bernard Shaw.

## Il suo atteggiamento verso gli armamenti
Non ci sono testimonianze sul fatto che Armstrong fosse dispiaciuto della sua decisione di produrre armi. Una volta disse:"Se avessi pensato che la guerra sarebbe stata fomentata, o che gli interessi dell'umanità sarebbero stati danneggiati, per la mia attività, certo ne sarei molto rammaricato. Non penso che le cose stiano così." Armstrong affermò anche:"Il nostro scopo, in quanto ingegneri, è quello di ridurre le forze della materia alla volontà dell'uomo; coloro che usano i mezzi da noi forniti devono ritenersi responsabili del loro corretto uso".

## Opinione sulle energie rinnovabili
Armstrong raccomandò l'uso di energie rinnovabili. Affermando che il carbone "veniva usato in modo esagerato e fuori del normale in tutte le sue applicazioni", egli nel 1863 previde che l'Inghilterra avrebbe smesso di produrre carbone nel giro di un paio di secoli. Oltre a raccomandare l'utilizzo di energia idroelettrica, Armstrong sostenne l'uso di energia solare, affermando che l'energia solare immagazzinata in un metroquadrato delle zone tropicali sarebbe pari "alla potenza di 4000 cavalli che lavorano per circa nove ore al giorno".

## Il benefattore
Nel 1883, Armstrong donò la zona boschiva di Jesmond Dene alla città di Newcastle upon Tyne, come pure l'Armstrong Bridge e l'Armstrong Park. 
La Newcastle University venne originariamente fondata nel 1871 da Lord Armstrong come College of Physical Science, in seguito denominata Armstrong College nel 1904. 
Armstrong donò 11.500 sterline, somma enorme per quei tempi, per la costruzione del Hancock Natural History Museum di Newcastle, completato nel 1882.
La generosità di Armstrong è proseguita anche dopo la sua morte. Nel 1901, il suo erede donò 100.000 sterline per la costruzione del nuovo ospedale Royal Victoria di Newcastle che andava a sostituire il fabbricato risalente al 1753 ormai insufficiente e impossibile da ampliare.